# Pikérmi
Pikérmi (Pikermi) är en ort i Grekland.   Den ligger i prefekturen Nomarchía Anatolikís Attikís och regionen Attika, i den sydöstra delen av landet, 20 km öster om huvudstaden Aten. Pikérmi ligger 103 meter över havet och antalet invånare är 2 009.
Terrängen runt Pikérmi är platt åt sydost, men åt nordväst är den kuperad.Runt Pikérmi är det ganska tätbefolkat, med 222 invånare per kvadratkilometer. Närmaste större samhälle är Aten, 19,8 km väster om Pikérmi. Trakten runt Pikérmi består till största delen av jordbruksmark.